# Consumentenorganisatie
Een consumentenorganisatie is een organisatie die opkomt voor de belangen van consumenten en zich inzet voor consumentenbescherming. Consumentenorganisaties zijn veelal ledenorganisaties die primair optreden voor de belangen van hun leden in hun hoedanigheid van consument. 
Consumentenorganisaties kwamen op in de 20e eeuw, vooral na de Tweede Wereldoorlog (1939–1945). De eerste algemene consumentenorganisatie in Nederland is de Consumentenbond (opgericht in 1953; ruim 600.000 leden). In België is vooral Test-Aankoop (opgericht in 1957) bekend, die ook de multinational Euroconsumers oprichtte, die de publicaties beheert van consumentenorganisaties in België, Brazilië, Italië, Portugal en Spanje, met een gezamenlijke oplage van 1.500.000.

## Organisaties naar land

### Internationale organisaties
Op Europees vlak is vooral het BEUC actief. In het kader van de Trans-Atlantische Vrijhandelszone bestaat een samenwerking tussen meer dan 75 Amerikaanse en Europese consumentenorganisaties, de Transatlantic Consumer Dialogue. 
- Consumers International - Internationale non-gouvernementele koepelorganisatie
- ANEC (Europa; focus op standaardisatie)
- BEUC (Europa; Frans: Bureau Européen des Unions de Consommateurs)
- Foodwatch (Europa en Nederlands; focus op misleiding en fraude in de voedselketen)
- ICRT, de enige onafhankelijke internationale organisatie voor consumentenonderzoek- en tests

### Nationale organisaties

#### Australië
- Consumers' Federation of Australia
- Australian Consumers Association
- Australian Communications Consumer Action Network

#### België

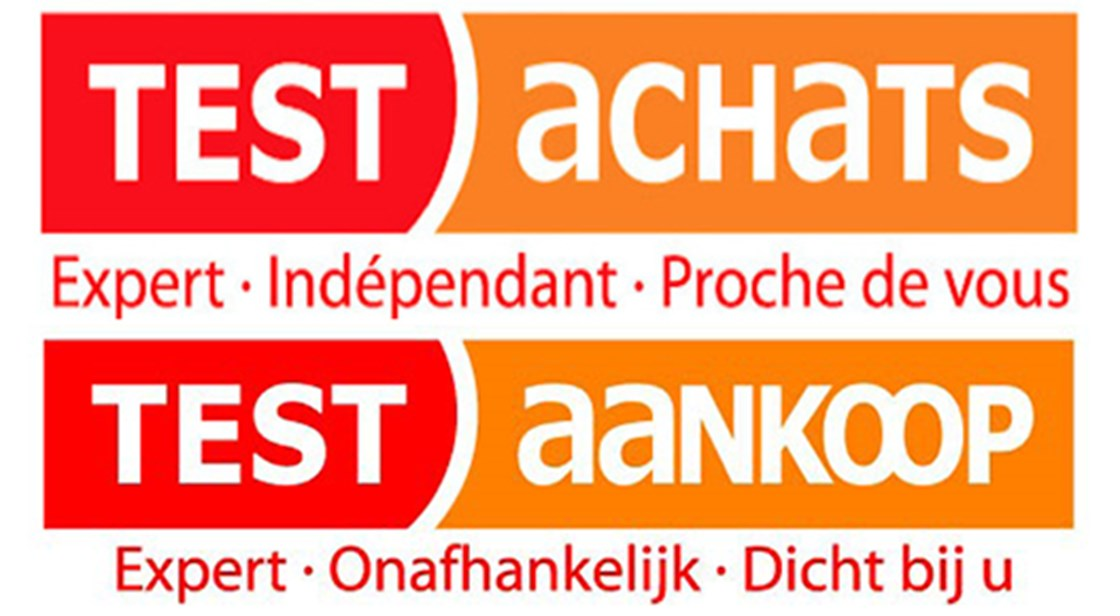
Logo van Test-Aankoop

- Test-Aankoop

#### Botswana
- Consumer Watchdog

#### Brazilië
- IDEC - Instituto Brasileiro de Defesa do Consumidor
- Proteste

#### Canada
- Consumers' Association of Canada
- Consumers Council of Canada
- Option consommateurs

#### China
- MingJian

#### Denemarken
- Forbrugerrådet Tænk

#### Duitsland
- Stiftung Warentest
- Öko-Test
- Verbraucherzentrale Bundesverband (vzbv)

#### Fiji
- Consumer Council of Fiji
- Fiji Consumers Association

#### Frankrijk

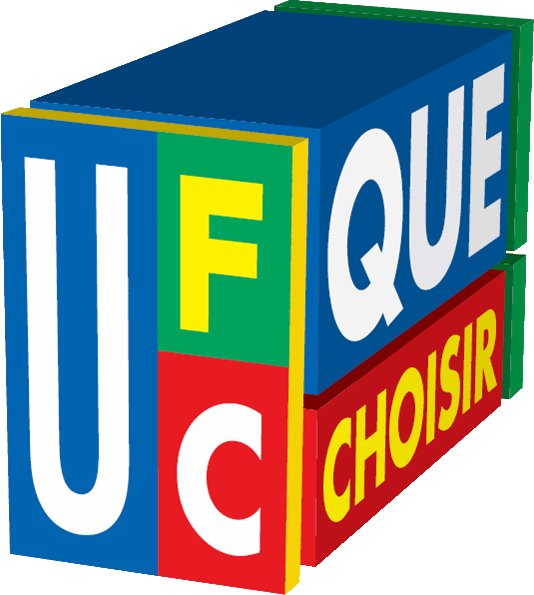
Logo van UFC Que Choisir.

- Association de défense d'éducation et d'information du consommateur (ADEIC)
- Association Contre les Abus des Banques Européennes (ACABE)
- Association Force ouvrière des consommateurs (AFOC)
- Association Léo-Lagrange de défense du consommateur (ALLDC)
- Confédération générale du logement (CGL)
- Confédération nationale du logement (CNL)
- Association pour l'information et la défense des consommateurs salariés (Indecosa-CGT)
- Confédération nationale des associations familiales catholiques (CNAFC)
- Conseil national des associations familiales laïques (CNAFAL)
- Confédération syndicale des familles (CSF)
- Consommation Logement Cadre de vie (CLCV)
- Familles de France (FF)
- Familles rurales (FR)
- Fédération nationale des associations d'usagers des transports (FNAUT)
- Union fédérale des consommateurs - Que choisir (UFC-Que Choisir)
- Union nationale des associations familiales (UNAF)

#### India
- Consumer Guidance Society of India
- All India Consumer Protection Organization
- The Consumers Eye India
- United India Consumer's Association
- Akhil Bhartiya Grahak Panchayat
- Grahak Shakti. Bangalore-Karnataka. Een vrijwilligersorganisatie sinds de jaren 1990.
- Consumer Awareness, Protection and Education Council (Cape Council) in Bangalore.
- Consortium of South India Consumer Organisations (COSICO), actief in zes Zuid-Indiase staten: Karnataka, Tamil Nadu, Andhra, Telangana, Puduchery en Kerala. COSICO deelt informatie, werkt samen en plant gezamenlijke actie voor de consumentenbeweging in deze staten.

#### Israël
- המועצה הישראלית לצרכנות (Consumentenraad Israël)

#### Italië
- AltroConsumo
- Unione nazionale consumatori
- Federconsumatori
- Movimento Consumatori

#### Japan
- Consumers Union of Japan (opgericht in 1969)
- Japan Offspring Fund (opgericht in 1984)

#### Korea
- Korea Consumer Agency (opgericht in 1987)

#### Nederland

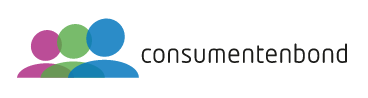
Logo van de Consumentenbond.

- De Consumentenbond (opgericht in 1953)
- De Autoriteit Consument en Markt (opvolger van de Consumentenautoriteit, opgericht in 2007)
- Foodwatch (Europa sinds 2002 en Nederland sinds 2009); focus op misleiding en fraude in de voedselketen)

Naast deze algemene consumentenorganisatie kent Nederland vele categorale consumentenorganisaties wier werkterrein beperkt is tot een bepaald deel van consumentisme. Voorbeelden van categorale consumentenorganisaties zijn:
- de Vereniging Eigen Huis (voor eigenaar van een eigen (koop)woning) (ruim 650.000 leden),
- de Vereniging Consument & Geldzaken (voor de financiële consument, dat wil zeggen de afnemer van bank- en verzekeringsproducten) (32.000 leden),
- de Woonbond (voor huurders)

#### Oeganda
- Uganda Consumer Action Network (U-CAN)  is een nonprofit-organisatie opgericht in 2007.

#### Pakistan
- The Consumers Eye Pakistan (TCEP), opgericht in 2005.
- Consumer Voice Pakistan (CVP), opgericht in 2002 Consumers Voice Pakistan

#### Polen
- Federacja Konsumentów
- Stowarzyszenie Konsumentów Polskich (opgericht in 1995)

#### Portugal
- DECO.ProTeste

#### Ierland
- De National Consumer Agency (NCA) is een overheidsinstelling, ressorterend onder het Department of Business, Enterprise and Innovation, dat consumentenbelangen in de Republiek Ierland behartigt.

#### Roemenië
- Asociatia Nationala pentru Protectia Consumatorilor si Promovarea Programelor si Strategiilor din Romania (Nationale Vereniging voor Consumentenbescherming en Bevordering van Programma's en Strategieën van Roemenië)

#### Spanje
- Organización de Consumidores y Usuarios (OCU)
- ADICAE

#### Verenigd Koninkrijk

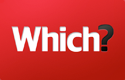
Which? is de invloedrijkste consumentenorganisatie in het VK.

In het Verenigd Koninkrijk laat de Enterprise Act 2002 consumentenorganisaties die zijn goedgekeurd door de staatssecretaris van handel en industrie om te worden aangewezen als "super-eisers" bij de Competition and Markets Authority. Deze super-eisers (super-complainants) zijn bedoeld om "de stem van de consumenten te versterken" die "waarschijnlijk geen individuele toegang hebben tot het soort informatie dat nodig is om te beoordelen of de markten hen benadelen." Anno 2007 zijn er acht aangewezen:
- Campaign For Real Ale (CAMRA) - lobbygroep voor traditie en kwaliteit van bier.
- Citizens Advice Bureau, gratis dienst voor juridich advies, praktische hulo en informatie over consumentenrechten in het hele land.
- Consumer Council for Water (vroeger Watervoice)
- Consumer Direct (afgeschaft per 31 maart 2012; de functies zijn overgedragen op lokale handelsnormenafdelingen en Citizens Advice Bureaus
- Consumer Focus (vroeger National Consumer Council). Opgeheven in 2014.
- General Consumer Council of Northern Ireland
- Good Garage Scheme. Dit moet erop toezien dat automonteurs hun werk goed doen.
- Postwatch
- Which? - vroeger de Consumers Association - een consumentenbelangenorganisatie die aanzienlijke bevoegdheden heeft (bijvoorbeeld om representatieve acties te ondernemen bij de Competition Act 1998) maar die primair een lobbygroep is, geheel bekostigd door abonnementsgelden van haar consumenteninformatietijdschrift.

#### Verenigde Staten
- Alliance for Justice
- Better Business Bureau
- Consumer Action
- Consumer Federation of California

De Consumers Union werd opgericht in 1936.

- Consumers Union, publiceert het tijdschrift Consumer Reports
- Consumer Watchdog, vroeger de Foundation for Taxpayer and Consumer Rights
- FlyersRights.org
- Public Citizen
- Consumer Federation of America
- Center for Science in the Public Interest (voeding)
- National Consumers League
- U.S. Public Interest Research Group
- HGRBS - Honor Guard Residential Business Services (voor thuis beslissingen maken)

#### Zuid-Afrika
- The National Consumer Commission
- SA National Consumer Union

#### Zwitserland

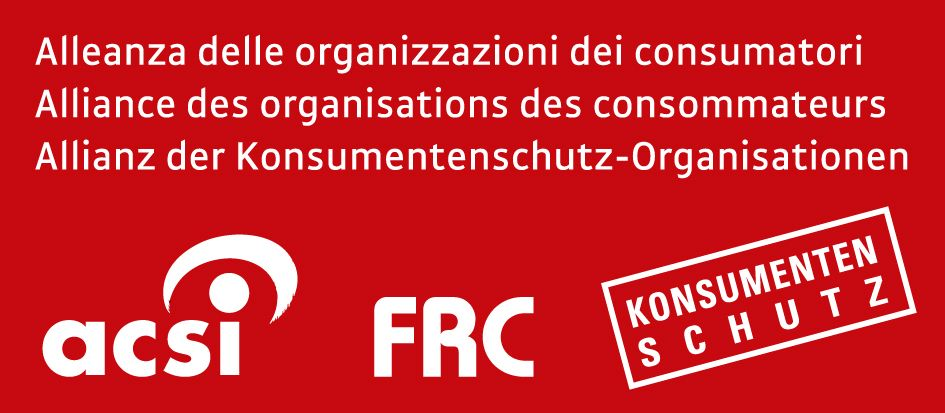
De Allianz der Konsumentenschutz-Organisationen.

De Allianz der Konsumentenschutz-Organisationen (opgericht in 2010) is de koepel van de drie Zwitserse consumentenbeschermingsorganisaties die de drie grote taalgroepen van het land bedienen:
- Associazione consumatrici e consumatori della Svizzera italiana (ACSI)
- Fédération romande des consommateurs (FRC)
- Stiftung für Konsumentenschutz (SKS).[2]

## Consumententijdschriften
Tegen 1969 hadden de meeste kapitalistische landen met ontwikkelde markten een consumentenorganisatie gekregen die haar eigen consumententijdschrift publiceerde dat de resultaten van producttests rapporteerde. Internationaal verspreidde het idee van consumentenorganisaties mede door de oprichting van de Consumers Union in de Verenigde Staten in 1936, hoewel dat niet de oudste van zijn soort was. De groeiende interesse in consumententestjournalistiek zou kunnen worden verklaard door de toegenomen consumptie van massaal gemarketede producten in en kort voor die periode. Die gestegen internationale consumptie zelf was een gevolg van de nasleep van de Tweede Wereldoorlog.
| Oprichting tijdschrift | Tijdschrift                  | Land                | Uitgever                                                                     | Oprichting uitgever | Verkoop 1969 | Verkoop 1975 |
| ---------------------- | ---------------------------- | ------------------- | ---------------------------------------------------------------------------- | ------------------- | ------------ | ------------ |
| 1936                   | Consumer Reports             | Verenigde Staten    | Consumers Union                                                              | 1936                | 1.800.000    | 2.300.000    |
| 1953                   | Consumentengids              | Nederland           | Consumentenbond                                                              | 1953                | 256.000      | 470.000      |
| 1953                   | Forbruker Rapporten'         | Noorwegen           | Forbrukerradet (Consumentenraad)                                             | 1953                | 169.000      | 235.000      |
| 1957                   | Which?                       | Verenigd Koninkrijk | Consumers Association                                                        | 1956                | 600.000      | 700.000      |
| 1957                   | Rad och Ron                  | Zweden              | Statens Institut for Konsumenfragor (Staatsinstituut voor Consumentenvragen) | 1957                | 104.718      | n.a.         |
| 1959                   | Test-Aankoop                 | België              | Verbruikersunie (AC/V)                                                       | 1957                | 102.235      | 240.000      |
| 1959                   | Choice                       | Australië           | Australian Consumers' Association                                            | 1959                | 67.204       | 120.000      |
| 1961                   | Rad og Resultater            | Denemarken          | Statens Husholdningsrad (Staatsraad voor Huishouding)                        | 1935                | 28.100       | n.a.         |
| 1961                   | Que Choisir                  | Frankrijk           | Union Federale des Consommateurs (UFC)                                       | 1951                | 15.000       | 30.000       |
| 1961                   | Konsument                    | Oostenrijk          | Verein fur Konsumenteninformation (VKI)                                      | 1960                | 25.000       | n.a.         |
| 1963                   | Canadian Consumer            | Canada              | Consumers Association of Canada                                              | 1947                | 43.000       | n.a.         |
| 1964                   | Taenk                        | Denemarken          | Danske Husmodres Forbrugerrad (Deense Huismoederraad)                        | 1947                | 48.000       | n.a.         |
| 1965                   | Il Consumatore               | Italië              | Unione Nazionale Consumatori                                                 | 1965                | 100.000      | n.a.         |
| 1966                   | Test                         | Duitsland           | Stiftung Warentest                                                           | 1964                | 68.000       | 250.000      |
| 1970                   | 50 Millions de Consummateurs | Frankrijk           | Institut National de la Consommation                                         | 1967                | 0            | 300.000      |
| 2012                   | Consumer Voice               | Pakistan            | Consumer Voice Pakistan                                                      | 2012                | 0            | n.a          |

In de 25 jaar na de Tweede Wereldoorlog was er een correlatie tussen het aantal mensen per land dat auto's kocht en de populariteit van consumententijdschriften. In sommige gevallen leek een toename van andere consumentenaankopen verband te houden met de populariteit van consumententijdschriften, maar de correlatie was het grootst voor bevolkingen die beslissingen maakten over auto's. De beschikbaarheid van consumententijdschriften waren voor consumenten een steun en toeverlaat toen individuen in de samenleving plots overweldigd werden door keuzestress op de markt. De populariteit van de tijdschriften leek verder te groeien naarmate er meer keuzes op de markt kwamen.